# Château des Faugs
Le château des Faugs est situé dans la commune de Boffres, en Ardèche (près de Valence dans la Drôme).

## Historique
Vincent d'Indy a passé une partie de son enfance au manoir de Chabret, située près de Boffres. Il apprécia tellement l'endroit qu'il décida d'y faire construire un château. Il a lui-même dessiné les plans de cette demeure de trois étages. La première pierre fut posée en 1883 et Vincent d'Indy y habita dès 1890.
Le château des Faugs a été inscrit monument historique le 8 mars 1991.
Les gardiens avaient l'habitude de séjourner à la petite ferme de La Blachette.

## Architecture

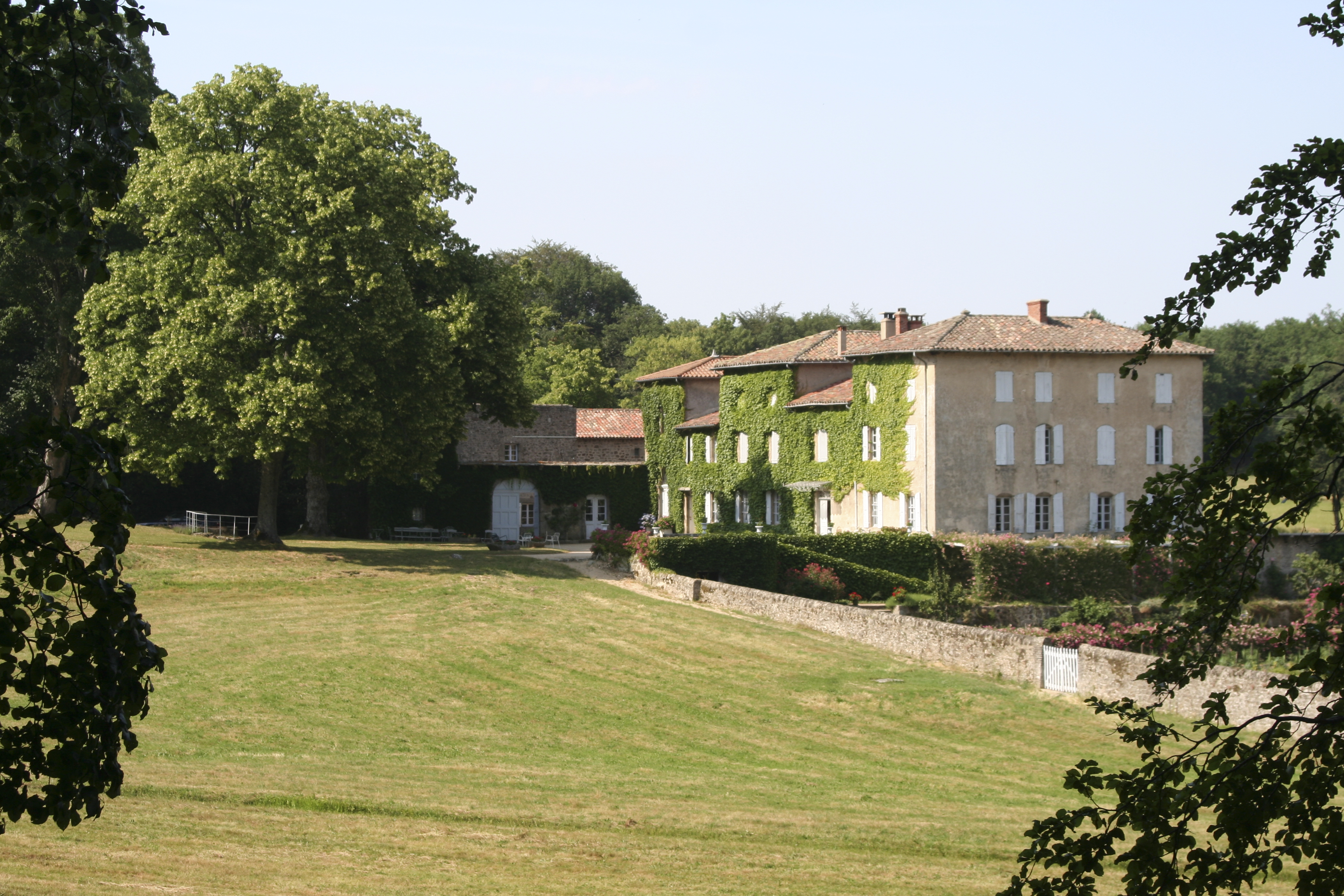
La ferme Chabret.

Le château des Faugs est constitué d'un corps de logis rectangulaire de 600 m2 au sol, l'ensemble étant à rez-de-chaussée sur entresol, un étage et un étage sous combles. La haute toiture d'ardoise est percée de larges lucarnes ornementées.
La chapelle du château date de la construction.

## Galerie

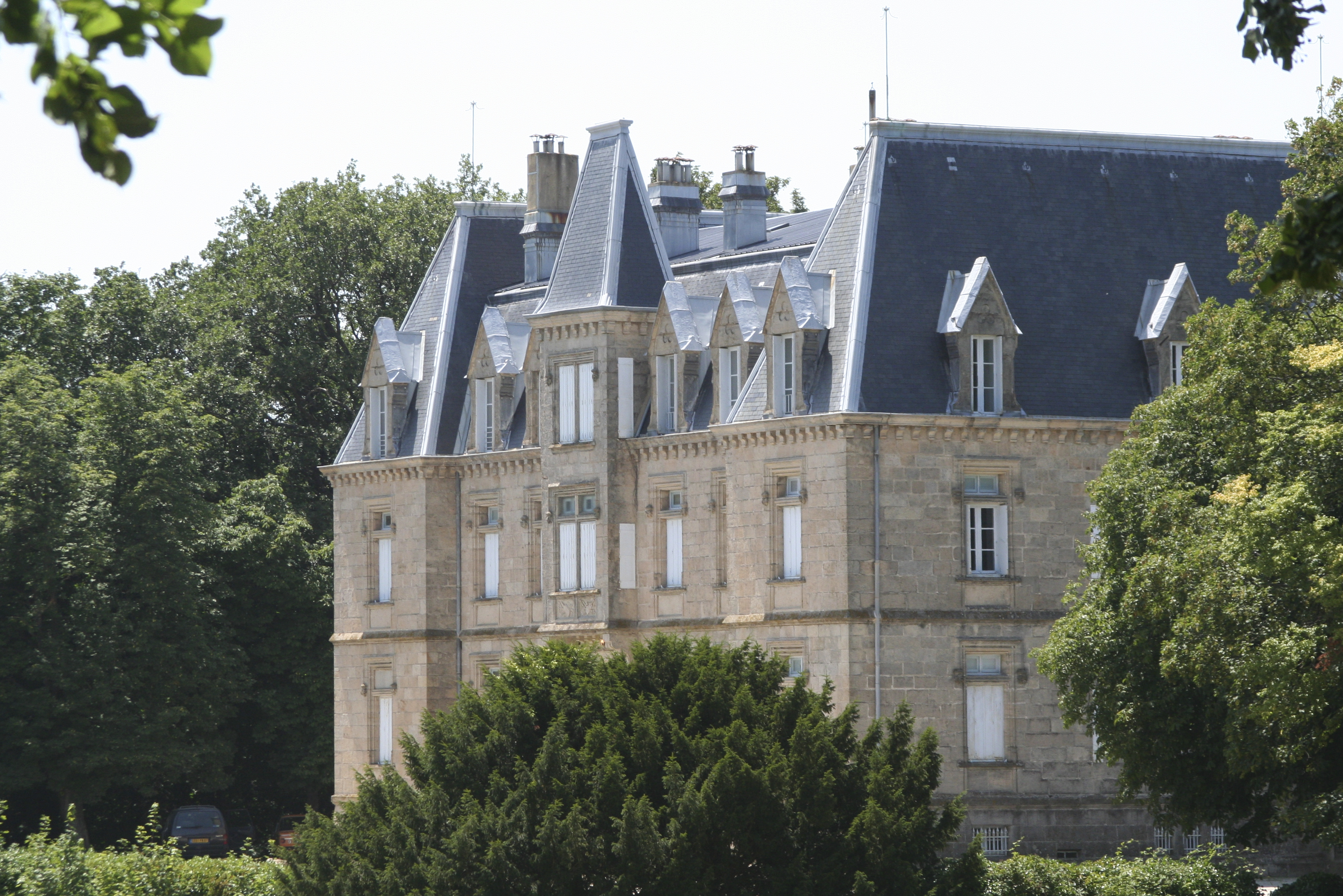
Le château des Faugs.
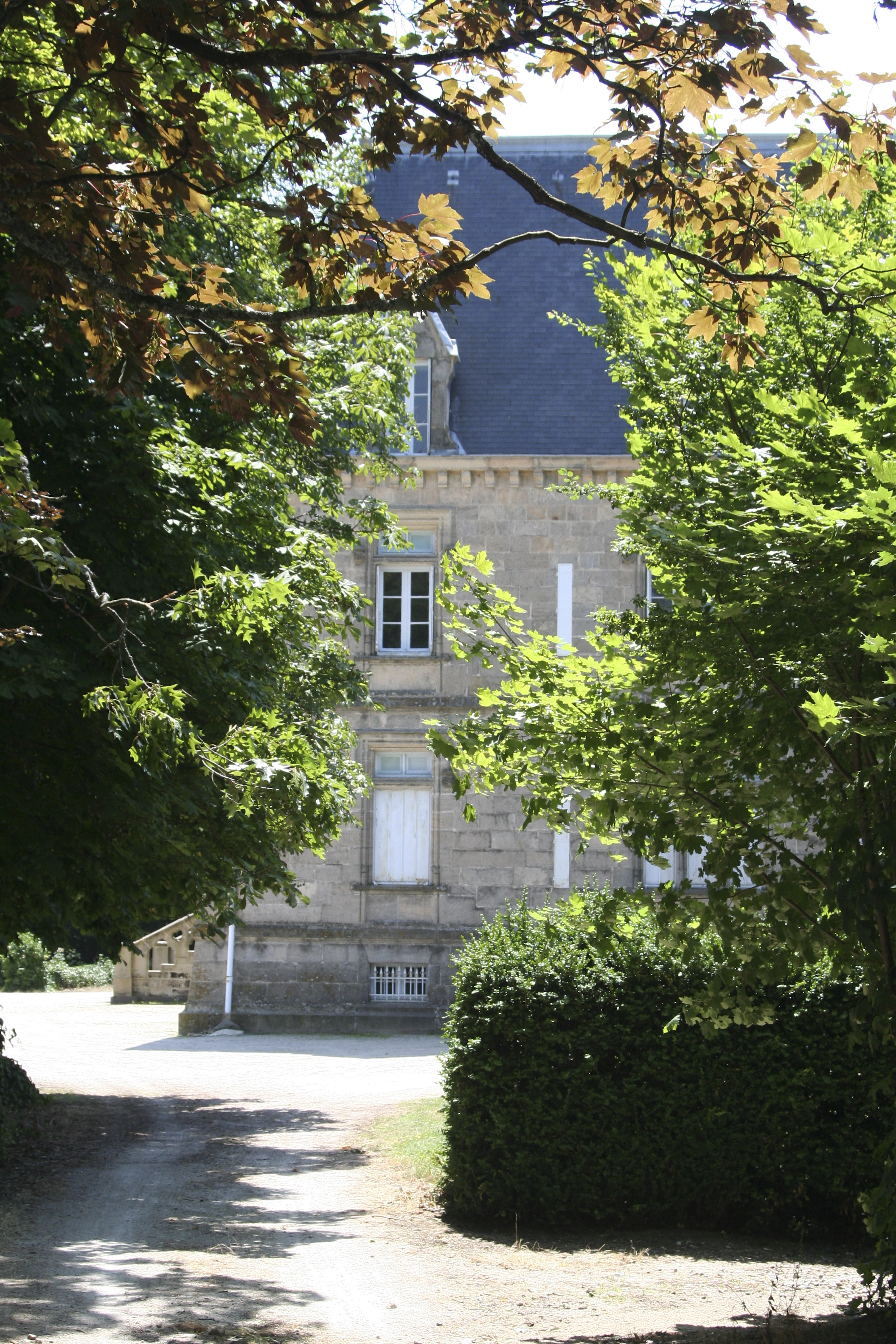
Le château des Faugs
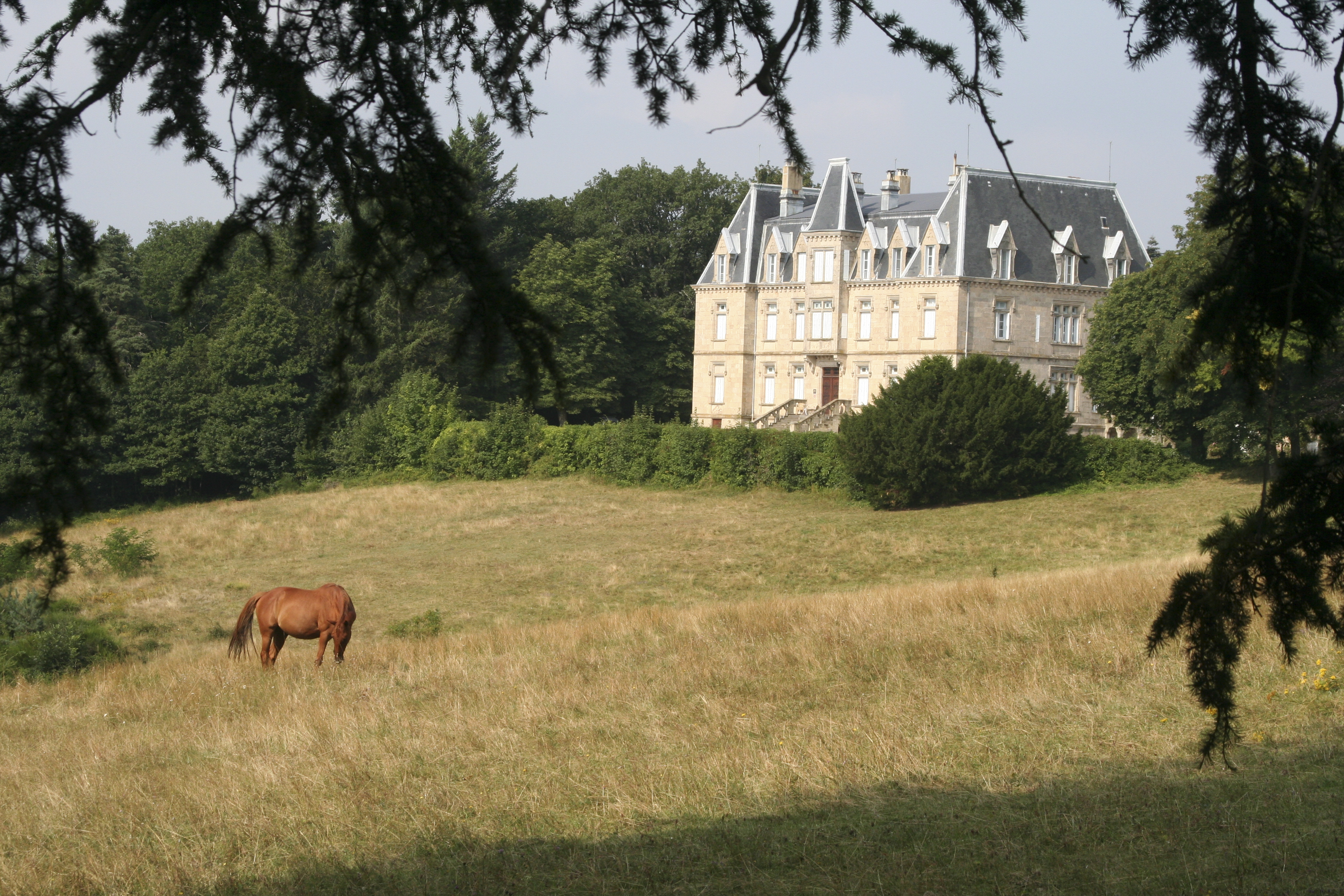
Le château des Faugs.

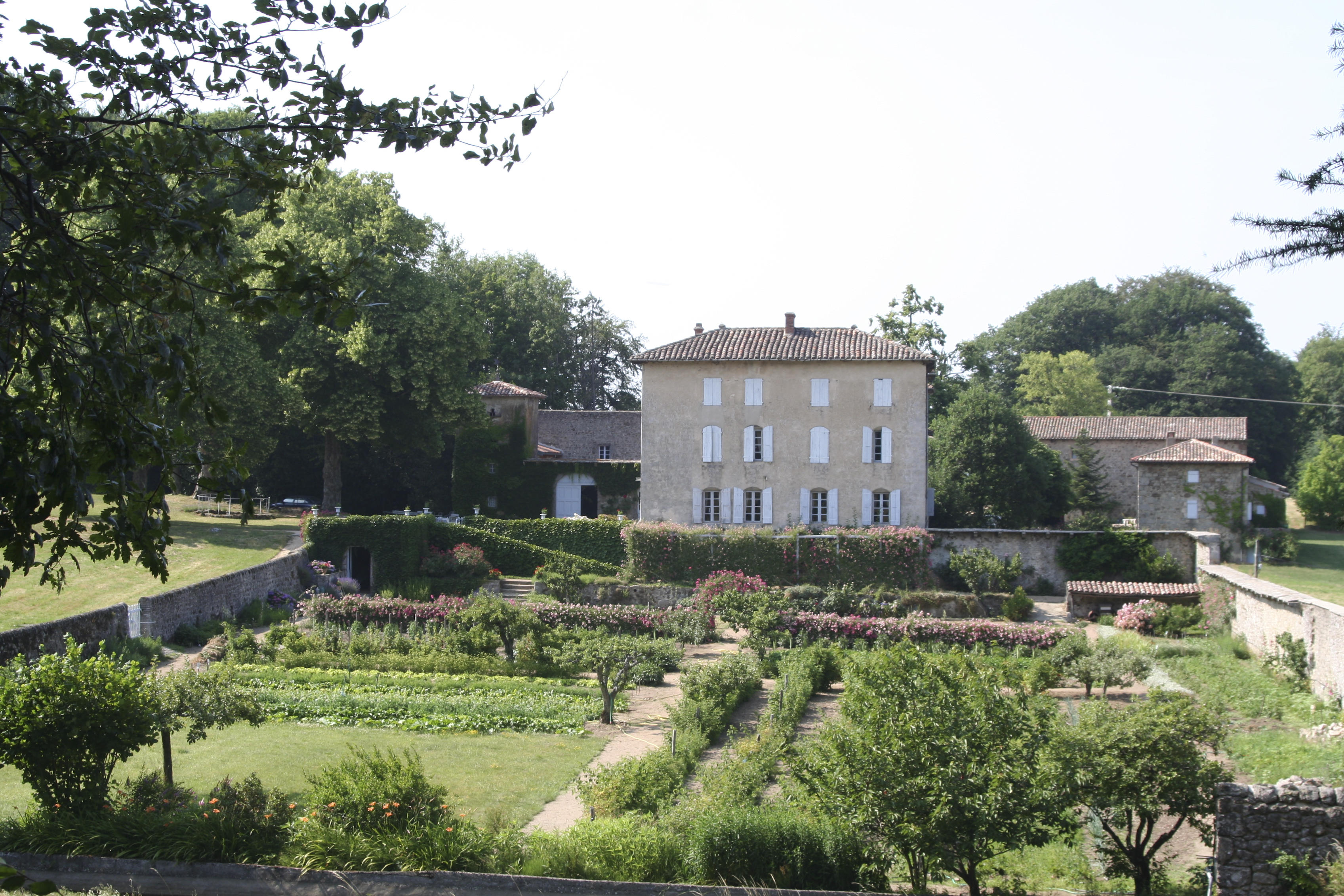
La ferme Chabret.
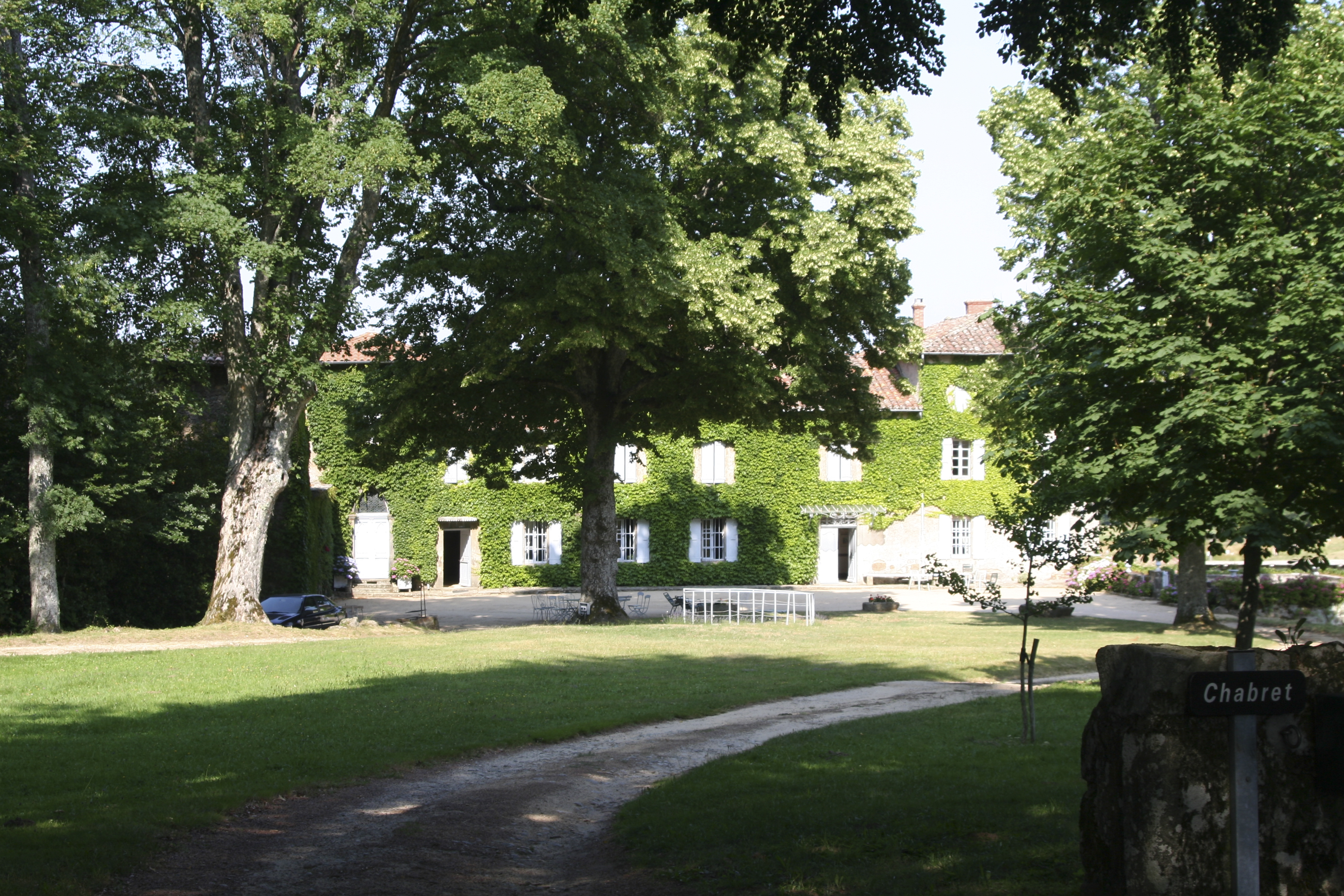
La ferme Chabret.
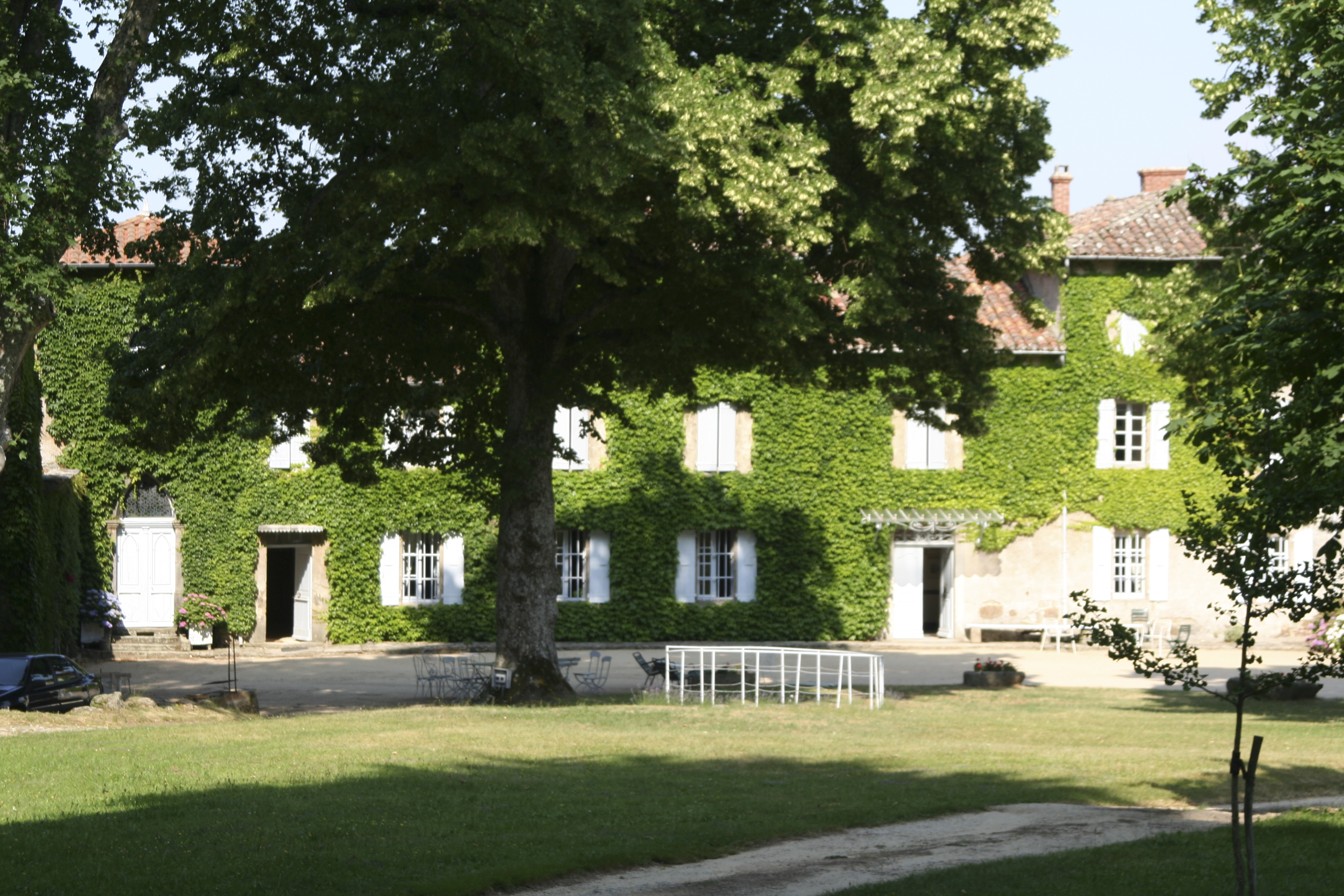
La ferme Chabret.